# Fort Edward (village, New York)
Ne doit pas être confondu avec Fort Edward (ville, New York).
Pour les articles homonymes, voir Fort Edward.
Fort Edward est un village du comté de Washington, dans l'État de New York, aux États-Unis,. En 2010, il compte une population de 3 375 habitants.

## Démographie
Lors du recensement de 2010, le village comptait une population de 3 375 habitants, tandis qu'en 2019, elle est estimée à 3 268 habitants.